# قوون کاسترو
قوون کاسترو (انگلیسی: Quevin Castro؛ زادهٔ ۱۶ اوت ۲۰۰۱) بازیکن فوتبال است.